# Bittacus berlandi
Bittacus berlandi är en näbbsländeart som beskrevs av Capra 1939. Bittacus berlandi ingår i släktet Bittacus och familjen styltsländor. Inga underarter finns listade i Catalogue of Life.